# David Enskog
David Enskog, född 22 april 1884 i Västra Ämterviks församling, Värmland, död 1 juni 1947 i Stockholm, var en svensk teoretisk och matematisk fysiker. Enskogs främsta insats var att vidareutveckla den kinetiska gasteorin genom att utöka Boltzmanns lag med det som kom att kallas Chapman-Enskogmetoden.

## Biografi

### Uppväxt
Enskog föddes i ett fattigt hem som femte barn av tolv till jordbrukaren Nils Olsson, aktiv i Missionsförbundet och tidigare kringresande predikant, och hans fru Karolina Jonasdotter. Efter sex års folkskola och två år i en frivillig skola driven av en lokal präst började Enskog vid femton års ålder arbeta som apoteksbiträde i Sunne. Apotekaren upptäckte snart Enskogs begåvning och undrade om han inte hade tänkt fortsätta studera vid läroverket, vilket Enskog först trodde han var för gammal för. Efter stöd från apotekaren och sin far började Enskog höstterminen 1900 på läroverket i Karlstad. Inledningsvis studerade han på latinlinjen, men bytte senare till reallinjen och tog studentexamen 1903 med högsta betyg i matematik och fysik.

### Studier i Uppsala
Efter fyra år vid Uppsala universitet tog Enskog 1907 filosofie kandidatexamen i matematik, mekanik, astronomi, kemi och teoretisk filosofi. Han påbörjade därefter licentiatstudier i fysik. Fysikum i Uppsala hade vid denna tid en stark experimentell tradition, och detta inkluderade Enskogs handledare professor Gustaf Granqvist. Enskog avhandlingsämne var gasdiffusion, vilket inte var ett av Granqvists egna forskningsområden, och som tycks ha ansett att Enskog hade en för teoretisk ansats i sin forskning. Enskog avlade dock en godkänd filosofie licentiatexamen 1911 på uppsatsen Studier öfver vattenångans diffusion vid olika tryck. Dock bestämde han sig därefter för att inte fortsätta med ett experimentellt avhandlingsämne, utan att byta över till den teoretiska fysiken.
Hans handledare för doktorsavhandlingen blev Carl Wilhelm Oseen, som var professor i mekanik och matematisk fysik i Uppsala. På grund av finansieringsproblem bedrev Enskog sitt avhandlingsarbete på fritiden, parallellt med arbete som gymnasielärare. 1917 blev hans avhandling Kinetische Theorie der Vorgänge in mässig verdünnten Gasen klar, och han blev den förste av Oseens doktorander att disputera. 17 april 1917 disputerade han för filosofie doktorsgrad i Uppsala. Eftersom hans avhandling betraktades som obskyr och svårförståelig fick han ett mediokert betyg på den, vilket gjorde att han inte blev docent, något som normalt krävdes för att kunna stanna kvar i akademiska världen.

### Lärarkarriär
Enskog arbetade 1913-1930 som gymnasielärare i Skövde, Gävle och Stockholm. Efter sin disputation i Uppsala fick han en ordinarie tjänst som lektor.

### Internationellt erkännande
Enskog tog redan 1917 kontakt med Sydney Chapman, som oberoende av Enskog hade publicerat liknande resultat. I början av 1920-talet kom Enskogs insatser att bli uppmärksammade utanför Sverige. De forskningsinsatser som under föregående decennium hade betraktats som obskyra och diskvalificerat honom från fortsatt akademisk karriär började omvärderas och ses som en mycket imponerande insats inom matematisk fysik.

### Återkomst till akademiska världen
1929 sökte Enskog två professurer i Stockholm, dels professuren i mekanik och matematisk fysik vid Stockholms högskola och dels professuren i matematik och mekanik vid Kungl. Tekniska högskolan. Även om hans insatser inom teoretisk fysik vid detta tillfälle erkändes, var det en nackdel för Enskog att inte ha någon aktuell undervisningserfarenhet på universitetsnivå. Professuren vid Stockholms högskola tillsattes med Oskar Klein. Sakkunniggranskarna för KTH-professuren, som 1928 hade blivit vakant efter Gustaf Kobb, var av olika mening, och det lutade först åt att Hilding Faxén skulle få den, men efter att Chapman rekommenderat Enskog fick han slutligen professuren vid KTH.
Som KTH-professor kom Enskog mest att vara sysselsatt med undervisning och att ta fram utbildningsmaterial. Några nya, större forskningsinsatser gjorde han inte under denna tid.
Efter sin död efterträddes Enskog 1949 på professuren av Adolf Eriksson.

### Senare erkännanden och utmärkelser
Termisk diffusion, ett fenomen som Chapman och Enskog lagt grunden till förståelsen av, kom under andra världskriget att bli en av två metoder som användes för anrikning av uran 235 inom Manhattanprojektet, som ledde till de första kärnvapnen. I den uppmärksammade Smythrapporten som publicerades 1945 omnämndes Chapman och Enskog som upptäckare av detta fenomen, och Enskog var den enda svenska forskare som namngavs i rapporten.
Enskog blev ledamot av Ingenjörsvetenskapsakademien 1941 och invaldes 28 maj 1947, några dagar före sin död, som ledamot nummer 937 av Kungliga Vetenskapsakademien.